# Arbeitsgemeinschaft Pfingstlich-Charismatischer Missionen
Die Arbeitsgemeinschaft Pfingstlich-Charismatischer Missionen (APCM) ist ein 1998 gegründeter deutscher Dachverband von zurzeit 61 Missionsgesellschaften und Gemeinden aus dem pfingstlichen und charismatischen Bereich.
Die APCM arbeitet auf Basis der Lausanner Verpflichtung von 1974. Ihre Funktion ist die eines Netzwerks und einer Koordinationsstelle, insbesondere bei humanitären Aktionen.
Die APCM ist als einer der vier Dachverbände in § 1 Abs. 1 Nr. 2 Bundeskindergeldgesetz aufgeführt. Es werden derzeit ca. 400 deutsche Missionare und über 1.500 einheimische Vollzeitmitarbeiter betreut. Diese sind weltweit tätig. Sitz der als eingetragener Verein organisierten Arbeitsgemeinschaft ist Nidda.

## Mitglieder
Vollmitglieder der APCM sind:
- Asien-Afrika-Mission e. V.
- AVC – Aktion für verfolgte Christen und Notleidende
- Christliches Glaubenscentrum Lichtenstein e. V.
- Christliches Zentrum Hunsrück
- ChristusZentrum Braunschweig
- Christus-Zentrum Weinstadt
- CG Recke e. V.
- EFG Passau
- Eurochrist e. V.
- Evangeliumsgemeinde Halle
- Forum Leben
- Foursquare Deutschland e. V. (fegw)
- Frontiers e. V.
- Gemeinde Gottes Deutschland KdöR
- Glaubenszentrum Bad Gandersheim
- Globe Mission e. V.
- Gospel Fire International e. V.
- Gospel Forum Stuttgart e. V.
- Help International e. V.
- Hoffnung für Alle e. V.
- Horizonte weltweit e. V.
- Horizonte Weltweit e. V. Eckstein
- Immanuel-Gemeinde Leonberg e. V.
- Immanuel-Gemeinde Nürnberg
- International Harvest Plan e. V.
- Internationale Christliche Botschaft Jerusalem – Deutscher Zweig e. V.
- Jesus-Gemeinde Frankenwald
- Jugend-, Missions- und Sozialwerk Altensteig
- Jugend mit einer Mission e. V. – Deutschlandverband
- Lebensmission e. V.
- Liebe in Aktion e. V.
- Mastering Your Life e. V.
- Missionswerk „Glaube, Hoffnung, Liebe“
- Missionswerk „Strahlen der Freude“ e. V.
- Odenwälder Heidenmission e. V.
- Shelter Now Germany e. V.
- Stiftung Hope
- Vapic Stiftung
- Vaterhaus e. V.
- Velberter Mission e. V.
- Vineyard Förderverein in Deutschland e. V.
- Vision für Asien  e. V.
- Volksmission entschiedener Christen e. V.

Gastmitglieder sind:
- Äthiopienhilfe e. V.
- Bibelinstitut Bethel Deutschland e. V.
- Christliches Missionswerk Josua e. V.
- Christliches Förderwerk für Mission e. V.
- Christus Centrum Ostbayern e. V.
- Christ’s Hope e. V.
- Cita Ministries
- FCG Tostedt
- Foundation e. V.
- Freie Christengemeinde Müllheim
- Inter-Mission e. V.
- Lahfa
- Nkosinathi
- Regio Gemeinde
- TOS Dienste International e. V.